# Sadler's Wells Theatre
Sadler's Wells Theatre er et teater på Rosebury Avenue i Clerkenwell i London. Den nuværende teaterbygningen er den sjette på stedet, og har plads til 1500 tilskuere. Den rummer også Lilian Baylis Theatre, med 200 pladser.